# Christian Gottfried Ehrenberg
Christian Gottfried Ehrenberg (19 tháng 4 năm 1795 – 27 tháng 6 năm 1876), là một nhà tự nhiên học, động vật học, giải phẫu so sánh, địa chất học, và chuyên gia kính hiển vi. Ông là một trong những nhà khoa học có nhiều đóng góp nổi tiếng vào thời điểm lúc bấy giờ.

## Những bộ sưu tập đầu tiên
Là con của một vị thẩm phán, Christian Gottfried Ehrenberg sinh tại Delitzsch, gần Leipzig. Đầu tiên ông theo học môn thần học tại Đại học Leipzig, sau đó là y học và các môn khoa học tự nhiên tại Berlin và kết bạn vời nhà thám hiểm Alexander von Humboldt. Năm 1818, ông hoàn thành luận văn Tiến sĩ về đề tài nấm, Sylvae mycologicae Berolinenses.
Năm 1820–1825, trong một chuyến thám hiểm khoa học ở Trung Đông cùng với người bạn Wilhelm Hemprich, ông đã thu thập hàng ngàn mẫu vật về thực vật và động vật. Ông cũng đi tìm nhiều nhiều nơi ở Ai Cập, sa mạc Liby, thung lũng sông Nile và những bãi biển phía bắc thuộc biển Đỏ, tại đây ông đã làm một cuộc nghiên cứu đặc biệt về san hô. Tiếp theo ông tới Syria, Ả rập và Abyssinia nghiên cứu. Một số kết quả của chuyến khảo cứu và những bộ sưu tập quan trọng được báo cáo bởi Humboldt vào năm 1826.
Sau khi ông trở về, Ehrenberg đã xuất bản vài tác phẩm về côn trùng, san hô và hai tập của bộ Symbolae physicae (1828–1834), trong đó nhiều giống loài hữu nhũ, chim, côn trùng, vân vân., được công bố. Những quan sát ghi lại trong chuyến đi cũng đóng góp không ít cho cộng đồng khoa học.

## Tập trung nghiên cứu vi sinh vật
Ehrenberg được bổ nhiệm làm giáo sư y khoa tại Đại học Berlin vào năm 1827. Năm 1829 ông tháp tùng Humboldt trong chuyến đi đến biên giới giữa Nga và Trung Quốc. Sau khi quay trở về, ông bắt đầu tập trung nghiên cứu các vi sinh vật, vốn chưa được khảo cứu một cách có hệ thống vào thời bấy giờ.
Trong khoảng thời gian gần 30 năm Ehrenberg quan sát vô số mẫu nước, đất, bụi, trầm tích và đá để miêu tả hàng ngàn loài mới, tron đó có những loài trùng roi nổi tiếng như Euglena, ciliate như Paramecium aurelia và Paramecium caudatum, và nhiều hóa thạch khác, trong gần 400 ấn bản khoa học được phát hành. Ông đặc biệt chú tâm đến nhóm động vật nguyên sinh đơn bào được gọi là tảo cát, nhưng ông cũng nghiên cứu và đặt tên cho nhiều loài trùng tia (Radiolaria) và trùng lỗ (Foraminifera).
Những công trình trên đã đóng góp một phần quan trọng trong phượng pháp dùng đất có trùng lông để đánh bóng và nhiều mục đích kinh tế khác. Và quan trọng hơn nữa khi những nghiên cứu này đã mở rộng tầm hiểu biết của mọi người về các vi sinh vật có liên quan đến các thành hệ địa chất, đặc biệt là đá phấn, các tích tụ nước biển và nước ngọt. Cho đến trước khi Ehrenberg thực hiện nghiên cứu này, con người vẫn chưa biết rằng một phần khối lượng đáng kể của đá hợp thành từ các dạng thực vật hay động vật nhỏ bé. Ông cũng khám phá ra hiện tượng lân quang của đại dương là do các vi sinh vật gây ra.
Ông là thành viên của Viện Hàn lâm Khoa học Hoàng gia Thụy Điển từ năm 1836 và là thành viên ngoại quốc của Hiệp hội Hoàng gia tại London từ năm 1837. Năm 1839, ông được trao huy chương Wollaston, danh hiệu cao quý nhất của Hiệp hội Địa lý Luân Đôn. Trong quãng đời còn lại, ông tiếp tục nghiên cứu các vi sinh vật ở dưới biển sâu và nhiều thành hệ địa chất khác. Ông mất ở Berlin ngày 27 tháng 6 năm 1876.

## Di sản
Sau khi ông qua đời năm 1876, bộ sưu tập vi sinh vật khổng lồ của ông được lưu trữ ở Bảo tàng für Naturkunde tại Đại học Berlin. "Bộ sưu tập Ehrenberg" bao gồm 40.000 tiêu bản vi sinh vật, 5.000 mẫu vật thô, 3.000 bút chì và dụng cụ vẽ, và gần 1.000 lá thư tín. Bộ sưu tập các loài bò cạp, và nhện từ Trung Đông, hiện được lưu giữ tại Bảo tàng Berlin.
Ông cũng là người đầu tiên được trao huy chương Leeuwenhoek năm 1877.
Ở quê nhà của ông, Delitzsch, Trường cấp A cao nhất, "Ehrenberg-Gymnasium" được đặt theo tên ông. Học sinh xuất sắc nhất của trường hằng năm được nhận Giải thưởng Ehrenberg Prize và một học bổng.

## Tác phẩm
- The Ehrenberg Collection (including plates from Mikrogeologie, 1854) is available for download from Museum für Naturkunde, Humboldt-Universität
- Die Infusionsthierchen als vollkommene Organismen (2 vols., Leipzig, 1838)
- Mikrogeologie (2 vols., Leipzig, 1854)
- "Fortsetzung der mikrogeologischen Studien", in Abhandlungen der königlichen Akademie der Wissenschaft (Berlin, 1875).